# Crise de succession portugaise (1826-1834)
Ne doit pas être confondu avec Crise de succession portugaise (1580).
 (décembre 2024).
Si vous disposez d'ouvrages ou d'articles de référence ou si vous connaissez des sites web de qualité traitant du thème abordé ici, merci de compléter l'article en donnant les références utiles à sa vérifiabilité et en les liant à la section « Notes et références ».

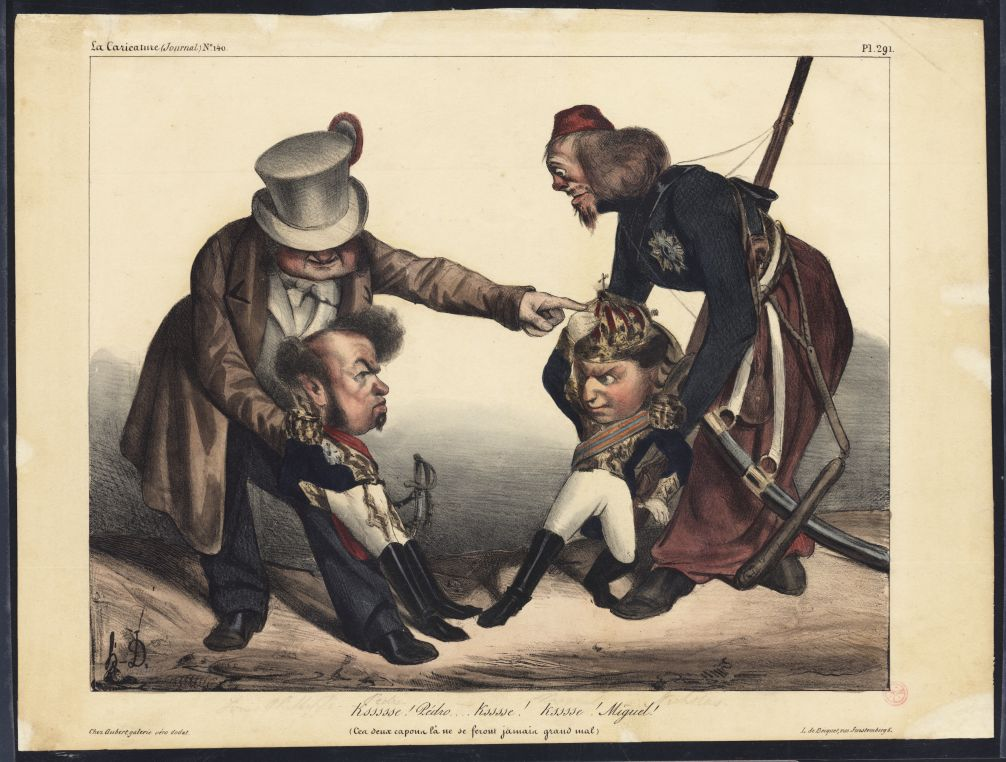
Caricature d'Honoré Daumier représentant Pierre IV et Miguel Ier se disputant la couronne portugaise (1833).

La crise de succession portugaise de 1826-1834 est un conflit touchant à la succession au trône de Portugal au début du XIXe siècle.
La crise de succession s'amorce au moment de la proclamation de l'indépendance du Brésil par le prince Pierre de Portugal (alors héritier du trône de Portugal) en 1822 mais éclate réellement après la mort du roi Jean VI de Portugal, en 1826. Elle atteint son paroxysme avec le déclenchement de la guerre civile portugaise (1828-1834) et ne prend fin qu'avec la reconnaissance définitive de la reine Marie II de Portugal, lors des accords d'Evora-Monte en 1834. Elle aboutit alors à l'exil de la branche migueliste de la maison de Bragance.

## La sécession du Brésil et la division de la maison Bragance

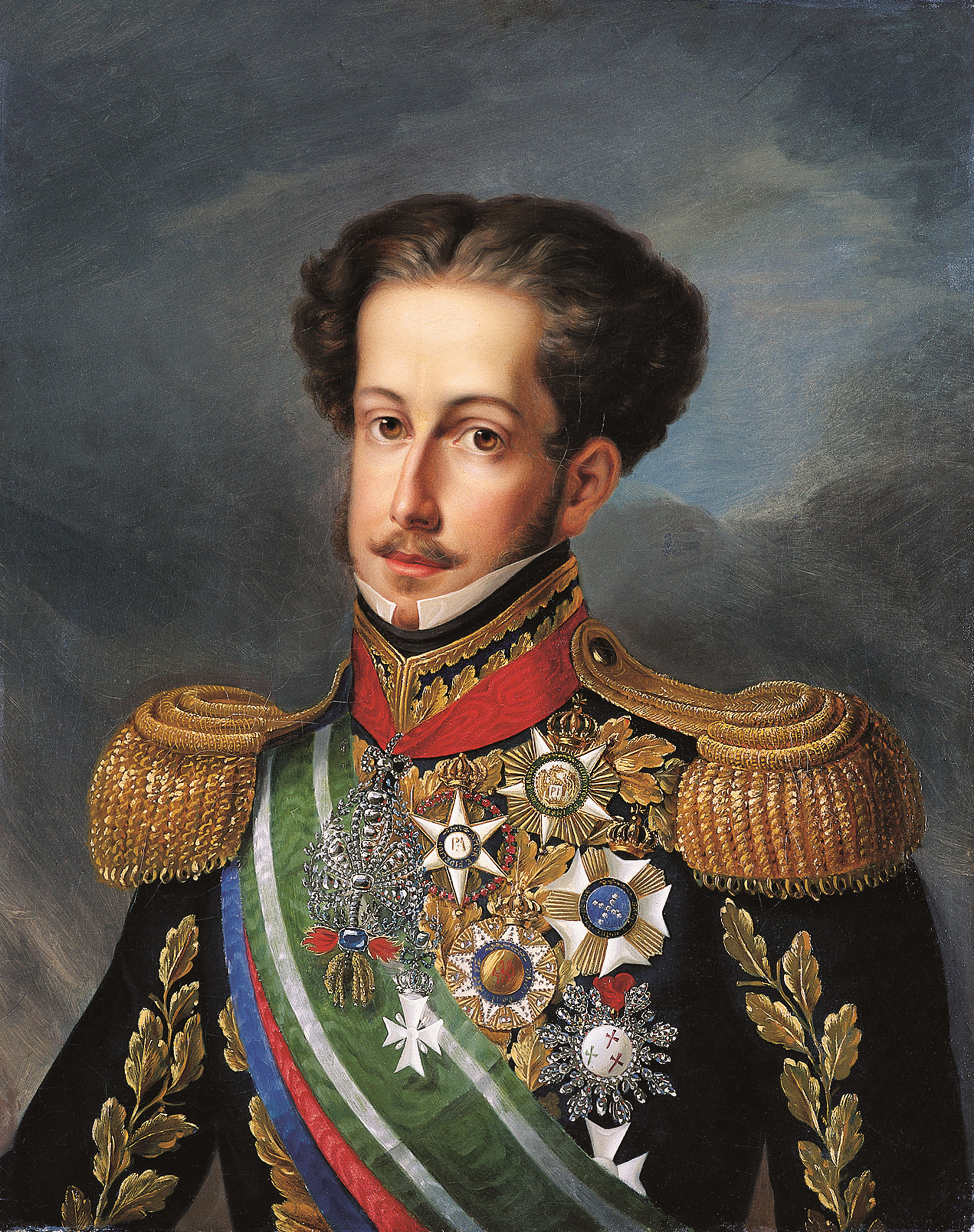
Pierre Ier du Brésil. Tableau de Simplício Rodrigues de Sá, vers 1830.

En 1822, le prince Pierre de Portugal, héritier du trône de Portugal et régent du Brésil au nom de son père le roi Jean VI, proclame l’indépendance du Brésil. Commence alors une guerre d’indépendance qui aboutit à la reconnaissance officielle de la sécession du Brésil par le Portugal au traité de Rio de Janeiro de 1825.
Devenu empereur du Brésil et donc souverain d’un pays étranger, Pierre Ier se retrouve dans l’impossibilité de prétendre à la couronne portugaise, si l’on en croit la loi de succession mise en place par les Cortes portugaises en 1641.

## La mort de Jean VI et le règne de Pierre IV
Les dernières années du règne de Jean VI de Portugal sont marquées par la division des Bragance et par les tentatives du prince Michel, deuxième fils du roi, de s’emparer de la couronne avec le soutien de sa mère, la reine Charlotte-Joachime, lors des soulèvements de la Vilafrancada et de l’Abrilada.
Michel ayant été exilé à Vienne après sa deuxième tentative de coup d’État, les Cortes portugaises décident de reconnaître Pierre comme leur nouveau souverain à la mort de Jean VI, le 10 mars 1826. Toujours à Rio de Janeiro, celui-ci devient ainsi le roi Pierre IV de Portugal tandis que sa sœur cadette, l’infante Isabelle-Marie de Portugal, est nommée régente en son absence.

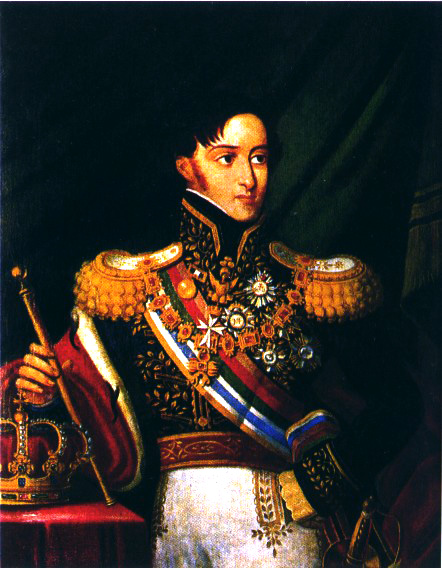
Le roi usurpateur Michel Ier de Portugal, vers 1828.

Conscient de l’impossibilité de réunir à nouveau les couronnes portugaise et brésilienne, Pierre IV renonce cependant au trône lusitanien en faveur de sa fille aînée, qui devient alors reine sous le nom de Marie II, le 2 mai 1826. Désireux de ramener la paix au Portugal et de réconcilier la famille royale, Pierre IV octroie par ailleurs au pays une charte constitutionnelle et associe son frère Michel au trône en le fiançant à Marie et en le nommant régent.

## L'usurpation de Michel
En 1828, de nouvelles Cortes sont réunies à Lisbonne par Michel pour décider de la succession au trône. Le prince est alors acclamé roi au détriment de sa nièce, le 23 juin 1828. Plusieurs pays le reconnaissent mais la plupart des puissances européennes s’abstiennent de prendre parti dans ce qui apparaît comme un conflit entre libéraux et conservateurs.
Depuis le Brésil, Pierre cherche quant à lui à faire reconnaître les droits de Marie II, sans succès. De plus en plus préoccupé par la question de la succession, il finit par renoncer au trône brésilien au profit de son fils Pierre II en 1831 et rentre en Europe pour restaurer sa fille.

## La guerre de restauration

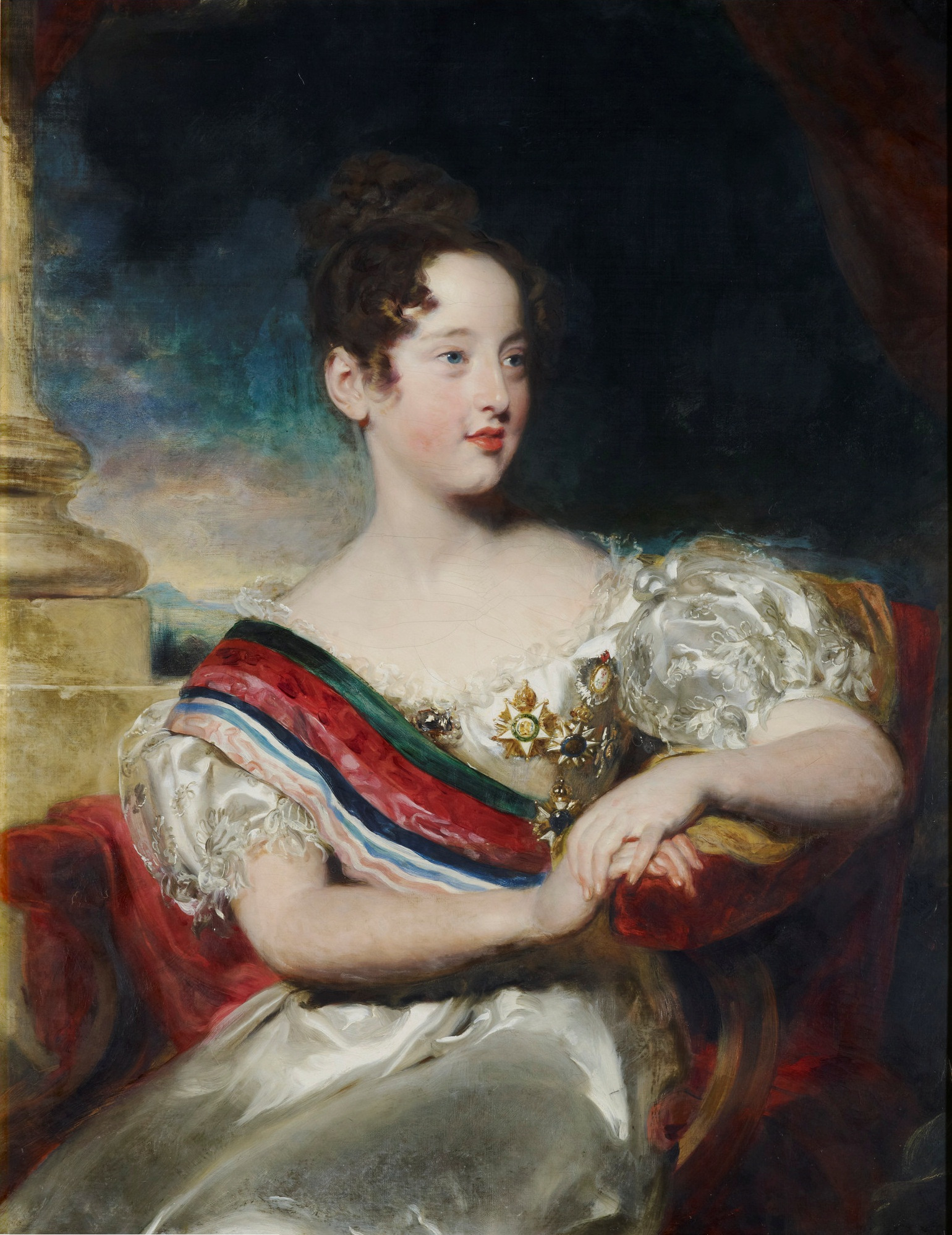
La jeune Marie II de Portugal, à l'âge de dix ans. Tableau de Thomas Lawrence, 1829.

En 1832, Pierre débarque avec une armée de partisans dans l’archipel des Açores, seul territoire portugais à être resté fidèle à Marie II depuis 1828. C’est le début de la guerre civile portugaise.
L’ancien monarque organise ensuite un débarquement à Porto avant de se lancer la reconquête de l’ensemble du Portugal continental (1832-1834). Entretemps, c’est toute la péninsule Ibérique qui s’est embrasée avec le déclenchement de la Première Guerre carliste en Espagne.
En 1834, les forces miguelistes sont finalement vaincues et les accords d'Evora-Monte aboutissent à la reconnaissance de Marie II comme seule souveraine du Portugal. Michel Ier doit renoncer au trône et part une nouvelle fois en exil.
Ayant dénoncé cet accord quelques semaines après sa signature, l'usurpateur et sa descendance sont finalement déchus de leurs droits à la couronne et perdent leur nationalité portugaise.